# Heimioporus rubropunctus
Heimioporus rubropunctus är en svampart som först beskrevs av Hongo, och fick sitt nu gällande namn av E. Horak 2004. Heimioporus rubropunctus ingår i släktet Heimioporus och familjen Boletaceae.   Inga underarter finns listade i Catalogue of Life.